# Peralkalien
Peralkalien (Engels: peralkaline) staat in de petrologie en vulkanologie voor stollingsgesteente, magma of lava dat minder oxide van aluminium bevat dan oxiden van kalium en natrium samen. Peralkalien gesteente is "onderverzadigd in aluminium" (Engels: alumina-undersaturated).
Per definitie geldt dat de peralkaliniteitindex kleiner is dan 1:
Al2O3 / [Na2O + K2O] < 1
Het gaat daarbij om molaire hoeveelheden. Gesteenten waarvan dit ratio groter is dan 1, maar waarvan de ratio van aluminiumoxide ten opzichte van natrium-, kalium- en calciumoxide samen wel kleiner is dan 1, worden metalumineus genoemd. Gesteenten waarin er verhoudingsgewijs meer aluminiumoxide is dan natrium-, kalium- en calciumoxide samen, worden peralumineus genoemd.
Peralkalien gesteente wordt soms onderverdeeld in comendiet, dat relatief minder arm is in aluminium, en pantelleriet, dat relatief arm is in aluminium.
De geringe hoeveelheid aluminium in peralkalien gesteente uit zich in de mineralogie. Zo komen in peralkalien gesteente Al-arme eindleden van mafische mineralen voor, zoals aegirien (een Al-loos eindlid van pyroxeen), riebeckiet, richteriet en aenigmatiet (alle drie Al-loze eindleden van amfibool). Omdat er ook weinig calcium in peralkalien gesteente zit, zal plagioklaas vooral uit albiet (natrium-plagioklaas) bestaan.